# Automobiles Belga
Automobiles Belga war ein belgischer Hersteller von Automobilen.

## Unternehmensgeschichte
Fernand Brunel und Van Caubergh stellten Ende 1919 einen Prototyp her. Brunel entschied sich für den Markennamen Belga und registrierte den Namen Automobiles Belga im September 1920. Die Produktion begann in einem Werk an der Rue des Carrières in Marchienne-au-Pont. Ende 1920 wurden zwei Fahrzeuge auf dem Brüsseler Automobilsalon präsentiert. Erst am 25. Februar 1921 wurde das Unternehmen mit der Rechtsform einer Aktiengesellschaft mit Sitz in Anderlecht eingetragen. Zweck war die Produktion, der Verkauf und die Reparatur von Fahrzeugen. Im Dezember 1921 nahm das Unternehmen erneut am Brüsseler Salon teil. 1922 wurde es aufgelöst.

## Fahrzeuge
Das einzige Modell 10 CV war mit einem Vierzylindermotor von Ballot ausgestattet. 65 mm Bohrung und 120 mm Hub ergaben 1593 cm³ Hubraum. Die Kraftübertragung erfolgte über ein Friktions- bzw. Reibradgetriebe mit acht oder zehn Vorwärtsgängen. Das Getriebe bewährte sich in der Praxis nicht.